# Stictigramma steniptera
Stictigramma steniptera là một loài bướm đêm trong họ Noctuidae.